# Shelby Moore Cullom

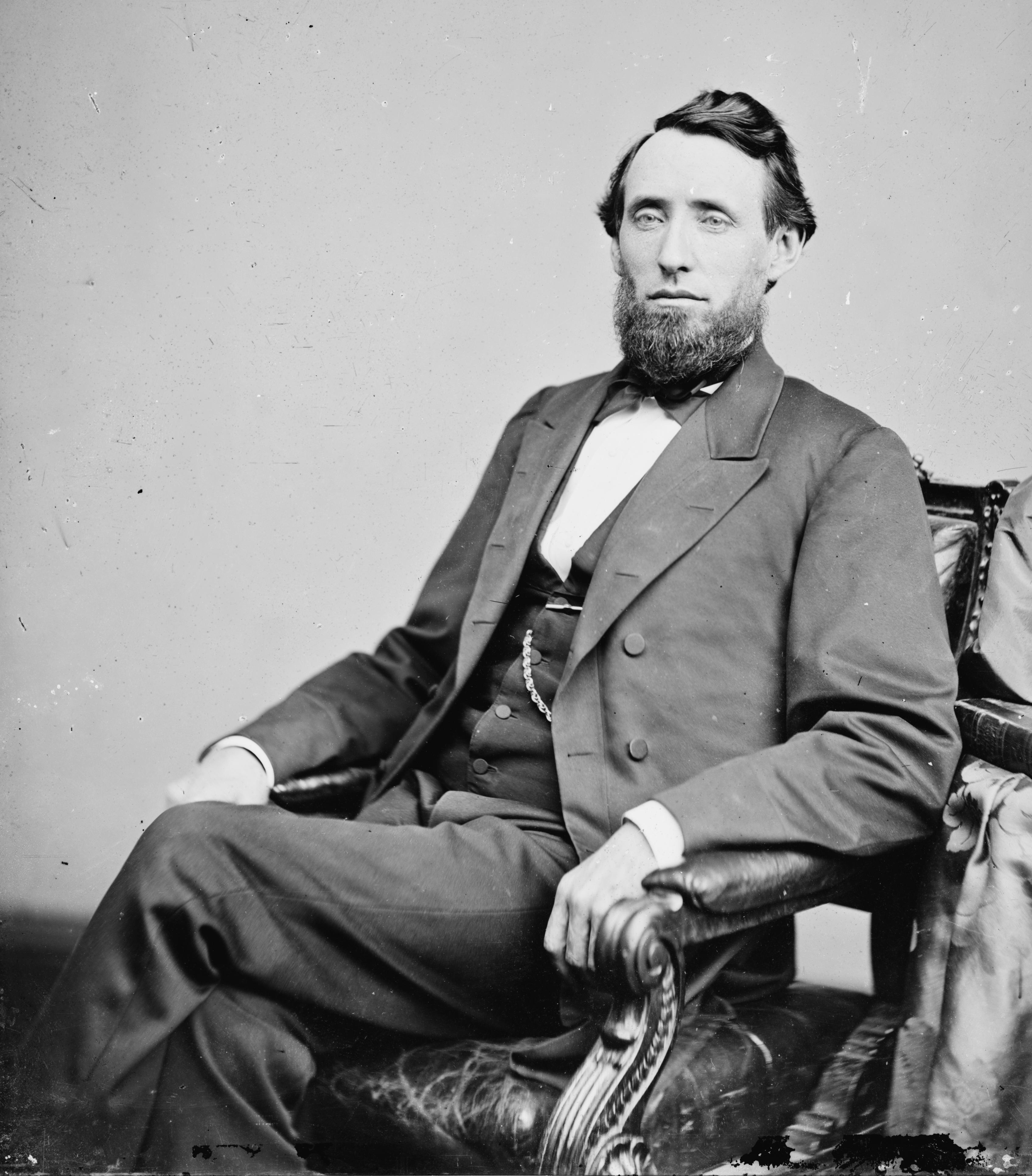
Shelby Moore Cullom

Shelby Moore Cullom (* 22. November 1829 in Monticello, Wayne County, Kentucky; † 28. Januar 1914 in Washington, D.C.) war ein US-amerikanischer Politiker der Republikanischen Partei und von 1877 bis 1883 der 18. Gouverneur von Illinois. Außerdem vertrat er diesen Bundesstaat in beiden Kammern des Kongresses.

## Frühe Jahre und politischer Aufstieg
Bereits im Jahr 1830 kam Cullom mit seinem Vater in das Tazewell County in Illinois, wo er die örtlichen Schulen besuchte. Später studierte er Jura und im Jahr 1855 wurde er als Anwalt zugelassen. Daraufhin praktizierte er in Springfield. Cullom war Mitglied der 1854 gegründeten Republikanischen Partei. Bereits im Jahr 1856 war er einer der Wahlmänner von John C. Frémont, dem ersten, noch erfolglosen, Präsidentschaftskandidaten der Partei. Zwischen 1856 und 1874 war er mit einigen Unterbrechungen mehrfach Abgeordneter im Repräsentantenhaus von Illinois, zeitweise sogar dessen Präsident (Speaker). Dazwischen war er von 1865 bis 1871 Abgeordneter im US-Repräsentantenhaus in Washington. Im Juni 1872 nahm er als Delegierter an der Republican National Convention in Philadelphia teil, auf der Präsident Ulysses S. Grant zur Wiederwahl nominiert wurde.

## Gouverneur von Illinois
Im Jahr 1876 wurde er von seiner Partei für das Amt des Gouverneurs nominiert und anschließend von den Wählern von Illinois gegen den Demokraten Lewis Steward mit einem knappen Vorsprung von weniger als 7000 Stimmen in dieses Amt gewählt. Seine Amtszeit begann am 8. Januar 1877. Nach seiner Wiederwahl im Jahr 1880 – diesmal gegen Lyman Trumbull – trat er am 5. Februar 1883 von diesem Amt zurück, um einen Sitz im US-Senat einzunehmen. In seiner Amtszeit musste er sich mit einigen Unruhen im Staat auseinandersetzen, die er nur mit Hilfe des Militärs niederschlagen konnte. Es gelang ihm endlich, die Schulden abzutragen, die durch den Internal Improvement Act aus dem Jahr 1837 entstanden waren. Damals wollte Gouverneur Joseph Duncan die Infrastruktur des Staates mit einem finanziellen Kraftakt verbessern. Es wurde ein gigantischer finanzieller Fehlschlag, dessen Folgen erst unter Gouverneur Cullom behoben werden konnten. In jener Zeit wurden auch ein Gesundheitsministerium (State Board of Health) und eine Art Arbeitsamt (Bureau of Labor Statistics) eingeführt. Die Öffnungszeiten der Wahllokale wurden vereinheitlicht.

## Weitere Laufbahn
Zwischen dem 4. März 1883 und dem 3. März 1913 war Cullom Mitglied des US-Senats in Washington. Dort war er in zahlreichen Ausschüssen vertreten. In den Jahren 1884 und 1892 war er auch erneut Delegierter zu den nationalen Bundesparteitagen der Republikaner. Er war von 1885 bis 1913 auch Mitglied des Verwaltungsrats der Smithsonian Institution. Shelby Cullom starb im Januar 1914 in Washington. Er war mit Julia Fisher verheiratet und hatte mit ihr zwei Kinder.